# 纪耀成
紀耀成，男，中國共產黨黨員，中共政治人物、軍事人物、中華人民共和國解放軍少將軍階。

歷任中國人民解放軍河北省軍區政治委員、北京军区政治部副主任 。